# Johan III van Twickelo
Johan III van Twickelo (-1539) was een Twentse edelman die van 1500 tot zijn dood drost van Twente was. Johan III was heer van Twickel.
Toen Johan drost was vonden de Gelderse Oorlogen plaats. Bij de belegering van Oldenzaal in 1510 werd hij gevangengenomen, zijn vrouw die zwanger was van haar dochter Judith, mocht de stad verlaten.
Johan III van Twickelo was een zoon van Johan II van Twickelo en Adriana van de Rutenborg. Hij trouwde in 1506 met Jutte Sticke, dochter van Johan Sticke tot Weldam en Elsebe van Middachten. 
Johan III en Jutte hadden de volgende kinderen:
- Johan de Oude, doodgestoken in 1536
- Johan de Jonge, overleden aan de pest in 1535 of 1536
- Jutte (1510 of 1515-1554), trouwde in 1531 met Unico Ripperda tot Boxbergen (-1566)
- Agnes (-1551), trouwde in 1537 met Goossen van Raesfelt de Oude (1499-circa 1580)

Na Johans dood werd zijn goederenbezit verdeeld tussen zijn beide dochters met hun mannen. Twickel en het drostambt Twente waren bij huwelijkse voorwaarden in 1537 al aan Agnes en Goossen toegewezen. Judith en Unico kregen de havezate Weldam.
Daarnaast had Johan III verscheidene buitenechtelijke kinderen:
- Agnes, trouwde met Frans ter Bruggen
- Frederik, volgens Van Rhemen gelegitimeerd in 1538
- Judith, trouwde met Melchior de Reyger tot Dubbelink
- Johan, schout van Raalte